# サンシャイン 2057
『サンシャイン 2057』（原題: Sunshine）は、2007年のイギリス・アメリカ合作映画。

## 演出
太陽が衰え人類が滅亡の危機に瀕している近未来（2057年）を舞台に、核爆弾で太陽の活動を蘇らせるために、宇宙船イカロス号で太陽へ向かった8人の乗組員を描いたSF映画。また、イカロス1号の遭難をめぐるホラー・サスペンス的な要素も含まれている。
全編を通して、最新のSFXを駆使してつくりあげた美麗な映像が印象的である。本編後半には、イカロス1号のクルーの写真がサブリミナル効果で挿入されている。

## ストーリー
西暦2057年、太陽はその輝きを弱め、地球は氷に閉ざされた世界になっていた。死に近づいた太陽に向かう宇宙船イカロス2号には、日本人船長カネダをはじめ、副船長のハーヴェイ、物理学者のキャパ、精神科医のサール、植物学者のコラゾン、エンジニアのメイスとトレイ、パイロットのキャシーで成る国際色豊かな8人が乗り込んでいた。彼らの使命はマンハッタン島ほどもある核爆弾で太陽を再活性化させることであった。
しかし、イカロス2号がスイングバイのため水星に接近した際、7年前(つまり「2050」年)に原因不明のまま消息を絶ったイカロス1号からの救助信号を受け取る。地球の存続のためそのまま太陽に向かうか、まず1号の救助に向かうかでクルー達は激しく議論を交わすが、結局軌道を修正しイカロス1号へ向かうことにする。しかし、その途中で軌道修正を担当したトレイが太陽光線を遮蔽するためのシールドの角度を修正し忘れる。このミスにより、シールド表面のパネルを損傷する。また、その修理中に酸素や食物を生成する菜園に火災が発生し、大部分の酸素と酸素製造能力を喪失してしまう。その際爆発の反動により船体が回転し、それを修正するためイカロス2号は自動制御に入る。ミッション遂行のために船員はイカロスの判断を却下せず、修理作業のためぎりぎりまでシールド上を動くことができなかったカネダは強烈な太陽光線に焼かれて死んでしまう。カネダとキャパの活躍によって船体の崩壊は免れたものの、核爆弾の投下まで船内の酸素を維持することのできなくなったイカロス2号は酸素の補給のためにもイカロス1号にアプローチするしかなくなる。7年の月日でほこりまみれになった1号に乗り込んだキャパ、メイス、サール、ハーヴェイの4人は水も酸素も植物も問題のない1号の船内を見て、何故彼らがミッションを放棄したのか理解に苦しむ。1号の船長ピンバッカーが残した映像には爛れた皮膚で「神の意思だ」と語る彼自身の姿が記録され、メインフレームは人為的に破壊されており、物資はおろか核弾頭さえ再利用できない状況であった。 
2号のクルーたちが、太陽観測室で太陽光線により灰となっていた1号のクルーたちを発見したそのとき、1号と2号を繋いでいたドックが外れてしまう。20m離れた2号まで戻るための宇宙服は1着しかなく、エアロックの扉を手動で開けるために1人が1号に残らなければならない状況の中、核爆弾を扱えるキャパが宇宙服を着ることになり、ハーヴェイとメイスは体中に断熱材を巻きつけ、キャパにしがみついて2号に戻ろうとする。しかしハーヴェイは吹き飛ばされて凍死。手動で気密扉を開けるため1号に残ったサールは、2号が1号から離れていくのを見送り太陽観測室で1号のクルーと同じく太陽光線に身を晒し死を遂げる。
無事船に戻ったキャパとメイス、残っていたコラゾンとキャシーは厳しい現実に直面する。船内には、カネダの死後、責任を感じて自殺しかねなかったため、サールによって投薬され1日のほとんどを眠って過ごしていたトレイを含めて5人がいるが、核爆弾の投下までは4人分の酸素しか残っていない。イカロス1号に乗り込んだ際に1号と2号を繋いでいたドックは人為的に破壊されており、アリバイのないトレイにその疑いがかかる。4人は苦渋の決断をし、メイスがトレイを殺害しにいくが、トレイはすでに自殺していた。
トレイの死によって、任務遂行までの酸素は確保された。19時間後の核爆弾投下に備え、キャパらはそれぞれの仕事に取りかかる。しかし、イカロス2号のコンピューターは船内の酸素が足りないと告げた。なぜなら、存在しないはずの5人目のクルーが乗っていると答えたからだ。

## キャスト
※（）は日本語吹き替え
- キャパ - キリアン・マーフィー（田中実）
- カネダ - 真田広之
- コラゾン - ミシェル・ヨー（塩田朋子）
- メイス - クリス・エヴァンス（竹若拓磨）
- キャシー - ローズ・バーン（宮島依里）
- ハーヴィー - トロイ・ギャリティ（檀臣幸）
- トレイ - ベネディクト・ウォン（根本泰彦）
- サール - クリフ・カーティス（大川透）
- イカロスの声 - チポ・チュン（園崎未恵）
- ピンバッカー - マーク・ストロング（郷田ほづみ）